# Diardia modesta
Diardia modesta är en insektsart som beskrevs av Ludwig Redtenbacher 1908. Diardia modesta ingår i släktet Diardia och familjen Diapheromeridae. Inga underarter finns listade i Catalogue of Life.